# SN 2010ie
SN 2010ie – supernowa typu II-P odkryta 23 września 2010 roku w galaktyce NGC 2333. W momencie odkrycia miała maksymalną jasność 17,60m.